# Fresach
Fresach (szlovénül Breze) osztrák község Karintia Villachvidéki járásában. 2016 januárjában 1250 lakosa volt. 

## Elhelyezkedése

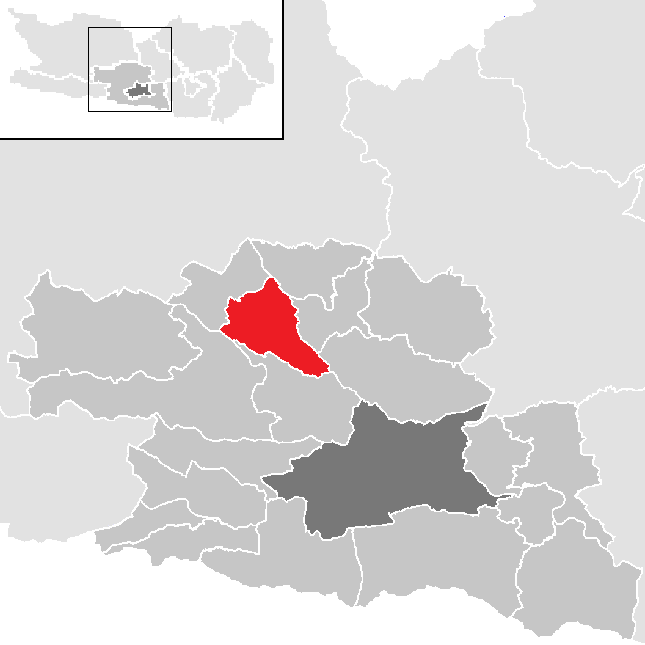
Fresach a Villachvidéki járásban

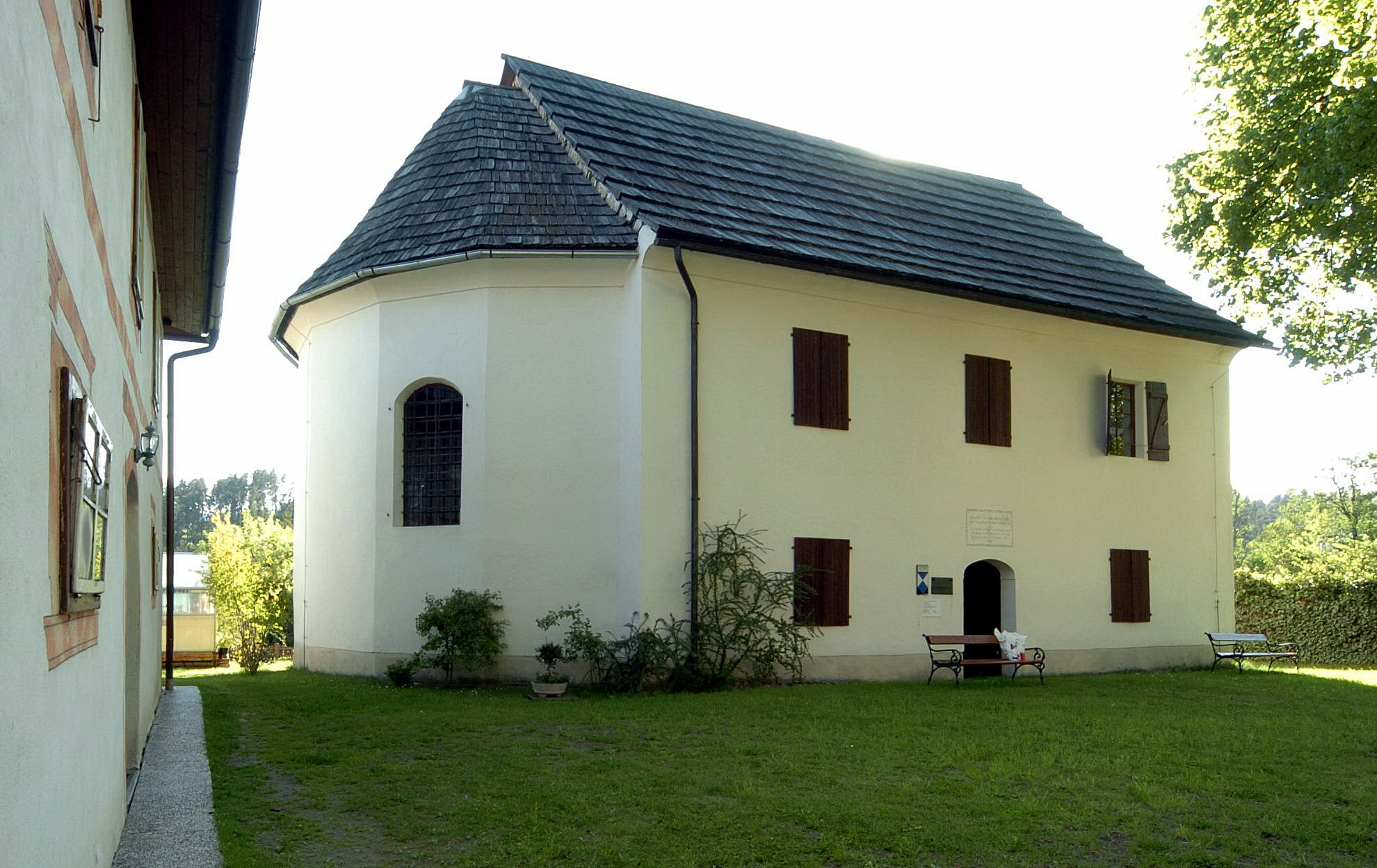
Az evangélikus múzeum (volt imaház)

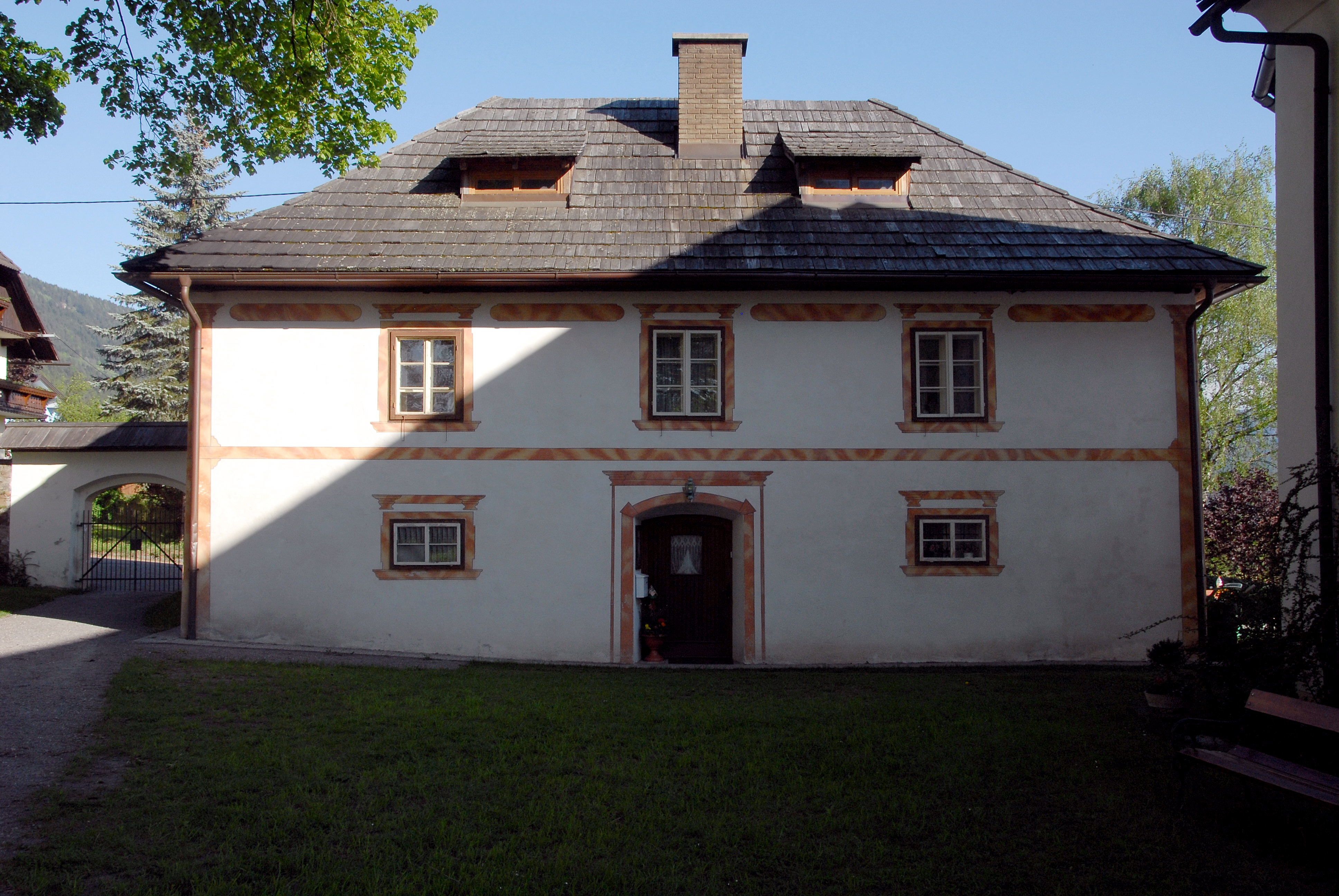
Az evangélikus paplak (18. sz. vége)

Fresach Karintia középső részén fekszik a Nockberge-hegységben a Dráva és Gegend-völgy között. Az önkormányzat 6 falut és egyéb településrészt fog össze: Amberg (33 lakos), Fresach (579), Laas (98), Mitterberg (163), Mooswald (273), Tragenwinkel (105).
A környező települések: északkeletre Feld am See, keletre Afritz am See, délkeletre Treffen am Ossiacher See, délre Weißenstein, délnyugatra Paternion, északnyugatra Ferndorf.

## Története
A község területén bronzkorból származó baltákat találtak. 590 körül szlávok telepedtek meg a térségben, majd miután a Frank Birodalom a 8. században meghódította őket, bajor telepesek érkeztek. 
Fresach vidéke a 11. században az Ortenburg-család birtokába került. A 12. században már említés történik a község templomáról.  1478-ban a betörő törökök elpusztították a települést. Miután az Ortenburg-ház 1518-ban kihalt Fresach a Habsburgokra szállt. A reformáció során a lakosság többsége protestánssá vált; még miután az ellenreformáció során erőszakkal kényszerítették őket a rekatolizálásra, sokan titokban tovább gyakorolták hitüket. II. József türelmi rendelete után 1782-ben megalakulhatott az evangélikus egyházközség. Az első iskola 1787-ben épült. 
1849-ben megalakult Fresach és szomszédos Mooswald önkormányzata, amelyek 1963-ban egyesültek. 

## Lakossága
A fresachi önkormányzat területén 2016 januárjában 1250 fő élt, ami visszaesést jelent a 2001-es 1316 lakoshoz képest. Akkor a helybeliek 99,3%-a volt osztrák állampolgár. 66,6% evangélikusnak, 30% római katolikusnak, 0,2% muszlimnak, 2,5% pedig felekezet nélkülinek vallotta magát.

## Látnivalók
- az 1784-ben elkészült evangélikus imaház (ún. "toleranciaház") és paplak múzeummá átalakított épülete 2011-ben építészeti díjat nyert
- az 1951-ben befejezett evangélikus templom
- a Szt. Blasius katolikus templom (1565)

## Híres fresachiak
- Franz Klammer (* 1953) olimpiai bajnok síelő

## Fordítás
- Ez a szócikk részben vagy egészben  a   Fresach című német Wikipédia-szócikk ezen változatának fordításán alapul.  Az eredeti cikk szerkesztőit annak laptörténete sorolja fel. Ez a jelzés csupán a megfogalmazás eredetét és a szerzői jogokat jelzi, nem szolgál a cikkben szereplő információk forrásmegjelöléseként.